# Bryocoris pteridis
Bryocoris pteridis is een wants uit de familie van de blindwantsen (Miridae). De soort werd het eerst wetenschappelijk beschreven door Carl Fredrik Fallén in 1807.

## Uiterlijk
De tamelijk ovale wants wordt zowel brachypteer (kortvleugelig) als macropteer (langvleugelig) gevonden. De langvleugelige variant kan 3 tot 4 mm lang worden en de kortvleugelige blijft kleiner, 2 tot 3 mm. Het lichaam van de kortvleugelige variant is bruin met een donkerbruin of zwart scutellum en een fijne lichte beharing. De kop is donker bruin met zwart of geheel zwart. Het achterlichaam steekt onder de vleugels uit. De langvleugelige versie is langwerpiger en heeft een geheel zwarte kop en een zwart borststuk en scutellum. De punten van de vleugels (cuneus) zijn wit met zwarte binnenrand, de rest van de vleugels zijn licht met donkerbruin. De pootjes zijn geel van kleur met uitzondering van een klein gedeelte van de tarsi dat bruin is. De eerste twee segmenten van de antennes zijn grotendeels geel en vanaf de top van het tweede segment is de rest zwart. De kortvleugelige vorm van Bryocoris pteridis lijkt erg op  Monalocoris filicis; bij deze wants steekt het achterlijf echter niet onder de vleugels uit.

## Leefwijze
De soort overwintert als eitje en vanaf mei tot oktober kunnen de volwassen wantsen waargenomen worden op niervarens (Dryopteris) en wijfjesvarens (Athyrium filix-femina). Vooral op de bladeren met sporangiën. Er is een enkele generatie per jaar, hoewel en aan het eind van het jaar soms nog nimfen gevonden worden. Dat suggereert dat er op z'n minst in sommige gevallen een tweede generatie kan zijn.

## Leefgebied
In Nederland is de soort algemeen in schaduwrijke bossen met veel varens. Het verspreidingsgebied is Palearctisch van Europa tot in het Verre Oosten.